# ¡Ya basta!
¡Ya basta! (Nu is het genoeg!) is een uitroep in het Spaans die oorspronkelijk door verschillende opstandsbewegingen en sociale groepen in Latijns-Amerika werd gebruikt.
Tegenwoordig is de uitroep vooral in zwang bij de zapatisten in Mexico. Ook komen de woorden terug in de naam van de ¡Ya Basta!-beweging in Italië en omgekeerd in de naam van het platform ¡Basta Ya! in Spanje.

## Zapatisten in Mexico
Tegenwoordig is Ya basta het motto van het Zapatistisch Nationaal Bevrijdingsleger in Mexico. Het doel van de beweging is verschillende ideologieën te bundelen en op die manier verzet te bieden.
De beweging onderscheidt zich van veel andere verzetsbewegingen in Latijns-Amerika door de veelvuldige gebruikmaking van communicatie (onder andere via de massamedia, het internet en de geschriften van woordvoerder Marcos) en het in veel mindere mate gebruik van geweld.

## ¡Ya Basta!-beweging in Italië
De ¡Ya Basta!-beweging was een luidruchtig netwerk van Italiaanse groeperingen van activisten en antiglobalisten die actief was van 1994 tot en met de G8-top in Genua van 2001, die geïnspireerd was op de zapatisten in Mexico.

## ¡Basta Ya! in Spanje
¡Basta Ya! is een Spaans burgerinitiatief dat in 1999 werd opgericht als oppositie tegen het terrorisme van de Euskadi Ta Askatasuna (ETA), onder woordvoerderschap van Fernando Savater. Het manifesteert zich door middel van protestdemonstraties en vormde in 2007 de politieke partij Unión Progreso y Democracia.